# Anaconda (série de films)
Pour les articles homonymes, voir Anaconda (homonymie).
 Pour plus de détails, voir Fiche technique et Distribution
Anaconda est une série de films américains horrifiques et mettant en scène des anacondas. Le premier film, sorti en 1997, est réalisé par Luis Llosa et écrit par Hans Bauer, Jim Cash et Jack Epps Jr.. Elle est constituée de cinq films et téléfilms, dont un crossover avec la saga Lake Placid. Un remake humoristique, Anaconda, est prévu en 2025.

## Films
- Anaconda, le prédateur (Anaconda), film de Luis Llosa sorti en 1997
- Anacondas : À la poursuite de l'orchidée de sang (Anacondas: The Hunt for the Blood Orchid), film de Dwight H. Little sorti en 2004
- Anaconda 3 : L'Héritier (Anaconda: Offspring), téléfilm de Don E. FauntLeRoy diffusé en 2008
- Anacondas 4 : La Piste du sang, téléfilm de Don E. FauntLeRoy diffusé en 2009
- Lake Placid vs. Anaconda, téléfilm de A.B. Stone diffusé en 2015 (crossover avec la saga Lake Placid)
- Anaconda (2025) de Tom Gormican

## Synopsis
Anaconda, le prédateur (1997)
Une équipe de tournage s'aventure sur le fleuve Amazone au Brésil, pour y tourner un documentaire. L'équipage embarque à bord un aventurier du nom de Paul Serone, chasseur de l'un des plus grands serpents du monde : l'anaconda. Le nouveau passager détourne le bateau vers une région où ces animaux abondent. Ce qu'ils y découvrent n'est pas un serpent ordinaire, mais plutôt un prédateur mortellement dangereux qui semble impossible à vaincre.
Anacondas : À la poursuite de l'orchidée de sang (2004)

logo du second film

Le groupe pharmaceutique Wexel Hall apprend l'existence d'une orchidée très rare dont les propriétés rajeunissantes rappellent la fontaine de jouvence : il veut en tirer un médicament biologique de grande valeur. Une équipe de six hommes et deux femmes est envoyée à Bornéo pour trouver les précieuses fleurs. Ils doivent impérativement y arriver pendant les deux semaines de la floraison. Le seul transport possible est un vieux rafiot fluvial au fonctionnement capricieux mais dont le capitaine, Bill Johnson, sait faire face aux situations les plus périlleuses. Sur place, ils rencontrent des anacondas de plus en plus énormes car la fleur leur a donné une longévité, donc un temps de croissance, pratiquement illimité. Plusieurs membres du groupe sont avalés par les serpents et Johnson voudrait qu'ils évacuent le secteur mais un des chercheurs, obsédé par la perspective d'une fortune, l'en empêche. L'équipe, bloquée dans une caverne, suit la parade d'accouplement des serpents jusqu'à la catastrophe finale.
Anaconda 3 : L'Héritier (2008, TV)
Une équipe de mercenaires s'associe à un herpétologue et à un assistant du propriétaire milliardaire qui ont tous deux travaillé dans un laboratoire de recherche génétique, Wexel Hall, pour capturer les serpents après leur évasion du laboratoire, jusqu'à ce qu'ils se retrouvent obligés de les arrêter avant que ce ne soit trop tard.
Anacondas 4 : La Piste du sang (2009, TV)
Un herpétologue a pour mission de détruire l'orchidée de sang du milliardaire qui voulait un sérum pour guérir son cancer, jusqu'à ce qu'un dangereux serpent menace tout le monde.
Lake Placid vs. Anaconda (TV, 2015)
À Black Lake dans le Maine, un accident permet aux deux espèces géantes — crocodiles et anacondas — de se régénérer et de s'échapper vers Clear Lake. Reba fait équipe avec Tully pour retrouver sa fille Bethany et un groupe de filles d'une sororité.
Anaconda (2025)

## Fiche technique
|                                     | Anaconda, le prédateur (1997)                 | Anacondas : À la poursuite de l'orchidée de sang (2004) | Anaconda 3 : L'Héritier (2008, TV)                                                 | Anacondas 4 : La Piste du sang (2009, TV)                                          | Lake Placid vs. Anaconda (2015, TV) |
| ----------------------------------- | --------------------------------------------- | ------------------------------------------------------- | ---------------------------------------------------------------------------------- | ---------------------------------------------------------------------------------- | ----------------------------------- |
| Titre québécois (si différent)      |                                               |                                                         | Anaconda 3: Progéniture                                                            |                                                                                    |                                     |
| Titre original                      | Anaconda                                      | Anacondas: The Hunt for the Blood Orchid                | Anaconda: Offspring                                                                | Anacondas: Trail of Blood                                                          | Lake Placid vs. Anaconda            |
| Réalisateurs                        | Luis Llosa                                    | Dwight H. Little                                        | Don E. FauntLeRoy                                                                  | Don E. FauntLeRoy                                                                  | A. B. Stone                         |
| Scénaristes                         | Jim CashHans BauerJack Epps Jr.               | John ClaflinDaniel ZelmanMichael MinerEdward Neumeier   | David OlsonNicholas Davidoff                                                       | David Olson                                                                        | Berkeley Anderson                   |
| Producteurs                         | Verna HarrahCarol LittleLeonard Rabinowitz    | Verna Harrah                                            | Alison Semenza                                                                     | Alison Semenza                                                                     | Phillip RothJeffery Beach           |
| Musique                             | Randy Edelman                                 | Nerida Tyson-Chew                                       | Peter Meisner                                                                      | Peter Meisner                                                                      | Claude Foisy                        |
| Montage                             | Michael R. Miller                             | Marcus D'ArcyMark Warner                                | Scott Conrad                                                                       | NC                                                                                 | Cameron Hallenbeck                  |
| Photographie                        | Bill Butler                                   | Stephen F. Windon                                       | Don E. FauntLeRoy                                                                  | Don E. FauntLeRoy                                                                  | Ivo Peitchev                        |
| Dates de sortie États-Unis          | 11 avril 1997                                 | 27 août 2004                                            | 26 juillet 2008 (TV)                                                               | 28 février 2009 (TV)                                                               | 25 avril 2015 (TV)                  |
| Dates de sortie France              | 25 juin 1997                                  | 10 novembre 2004                                        | 22 octobre 2008 (DVD)                                                              | 1er mai 2012 (VOD)                                                                 | 3 août 2015 (VOD)                   |
| Durée                               | 89 minutes                                    | 97 minutes                                              | 91 minutes                                                                         | 89 minutes                                                                         | 92 minutes                          |
| Budget                              | 45 000 000 $                                  | 25 000 000 $                                            | NC                                                                                 | NC                                                                                 | NC                                  |
| Genre                               | action, horreur                               | action, horreur                                         | action, horreur                                                                    | action, horreur                                                                    | action, horreur                     |
| Pays de production                  | États-Unis                                    | États-Unis                                              | États-Unis                                                                         | États-Unis                                                                         | États-Unis                          |
| Pays de production                  | Brésil Pérou                                  | Australie                                               | Roumanie                                                                           | Roumanie                                                                           | Bulgarie                            |
| Sociétés de production              | Columbia PicturesCinema Line Film Corporation | Screen GemsMiddle Fork Productions                      | Stage 6 FilmsHollywood Media BridgeCastel Film RomaniaReally Big Snake Productions | Stage 6 FilmsHollywood Media BridgeCastel Film RomaniaReally Big Snake Productions | Destination FilmsUFO International  |
| Sociétés de distribution États-Unis | Sony Pictures Releasing                       | Sony Pictures Releasing                                 | Sony Pictures Home Entertainment                                                   | Sony Pictures Home Entertainment                                                   | Sony Pictures Home Entertainment    |

## Distribution
| Personnages             | Films                         | Films                                                   | Films                              | Films                                     | Films                               |
| Personnages             | Anaconda, le prédateur (1997) | Anacondas : À la poursuite de l'orchidée de sang (2004) | Anaconda 3 : L'Héritier (2008, TV) | Anacondas 4 : La Piste du sang (2009, TV) | Lake Placid vs. Anaconda (2015, TV) |
| ----------------------- | ----------------------------- | ------------------------------------------------------- | ---------------------------------- | ----------------------------------------- | ----------------------------------- |
| Terri Flores            | Jennifer Lopez                |                                                         |                                    |                                           |                                     |
| Danny Rich              | Ice Cube                      |                                                         |                                    |                                           |                                     |
| Paulerson "Paul" Serone | Jon Voight                    |                                                         |                                    |                                           |                                     |
| Pr Steven "Steve" Cale  | Eric Stoltz                   |                                                         |                                    |                                           |                                     |
| Warren Westridge        | Jonathan Hyde                 |                                                         |                                    |                                           |                                     |
| Gary Dixon              | Owen Wilson                   |                                                         |                                    |                                           |                                     |
| Denise Kalberg          | Kari Wuhrer                   |                                                         |                                    |                                           |                                     |
| Mateo                   | Vincent Castellanos           |                                                         |                                    |                                           |                                     |
| Poacher                 | Danny Trejo                   |                                                         |                                    |                                           |                                     |
| William "Bill" Johnson  |                               | Johnny Messner                                          |                                    |                                           |                                     |
| Samantha "Sam" Rogers   |                               | KaDee Strickland                                        |                                    |                                           |                                     |
| Dr Jackson "Jack" Bryon |                               | Matthew Marsden                                         |                                    |                                           |                                     |
| Cole Burris             |                               | Eugene Byrd                                             |                                    |                                           |                                     |
| Gail Stern              |                               | Salli Richardson-Whitfield                              |                                    |                                           |                                     |
| Trenton "Tran" Wu       |                               | Karl Yune                                               |                                    |                                           |                                     |
| Gordon Mitchell         |                               | Morris Chestnut                                         |                                    |                                           |                                     |
| Dr Benjamin Douglas     |                               | Nicholas Gonzalez                                       |                                    |                                           |                                     |
| John Livingston         |                               | Andy Anderson                                           |                                    |                                           |                                     |
| Stephen Hammett         |                               |                                                         | David Hasselhoff                   |                                           |                                     |
| Dr Amanda Hayes         |                               |                                                         | Crystal Allen                      | Crystal Allen                             |                                     |
| Peter "J.D." Murdoch    |                               |                                                         | John Rhys-Davies                   | John Rhys-Davies                          |                                     |
| Pinkus                  |                               |                                                         | Ryan McCluskey                     |                                           |                                     |
| Nick                    |                               |                                                         | Patrick Regis                      |                                           |                                     |
| Andrei                  |                               |                                                         | Alin Olteanu                       |                                           |                                     |
| Grozny                  |                               |                                                         | Anthony Green                      |                                           |                                     |
| Victor                  |                               |                                                         | Toma Danilă                        |                                           |                                     |
| Sofia                   |                               |                                                         | Milhaela Oros                      |                                           |                                     |
| Professor Eric Kane     |                               |                                                         | Şerban Celea                       |                                           |                                     |
| Darryl                  |                               |                                                         | Alin Constantinescu                |                                           |                                     |
| Peter Reysner           |                               |                                                         | Zoltan Butuc                       | Zoltan Butuc                              |                                     |
| Murdoch's Assistant     |                               |                                                         | Cristina Teodorescu                | Cristina Teodorescu                       |                                     |
| Jackson                 |                               |                                                         |                                    | Linden Ashby                              |                                     |
| Scott                   |                               |                                                         |                                    | Danny Midwinter                           |                                     |
| Alex                    |                               |                                                         |                                    | Călin Stanciu                             |                                     |
| Heather                 |                               |                                                         |                                    | Ana Ularu                                 |                                     |
| Wendy                   |                               |                                                         |                                    | Anca Androne                              |                                     |
| Eugene                  |                               |                                                         |                                    | Emil Hostina                              |                                     |
| Will "Tully" Tull       |                               |                                                         |                                    |                                           | Corin Nemec                         |
| Reba                    |                               |                                                         |                                    |                                           | Yancy Butler                        |
| Jim Bickerman           |                               |                                                         |                                    |                                           | Robert Englund                      |
| Bethany Tull            |                               |                                                         |                                    |                                           | Skye Lourie                         |
| Sarah Murdoch           |                               |                                                         |                                    |                                           | Annabel Wright (de)                 |
| Beach                   |                               |                                                         |                                    |                                           | Stephen Billington                  |
| Tiffani                 |                               |                                                         |                                    |                                           | Laura Dale                          |
| Margo                   |                               |                                                         |                                    |                                           | Ali Eagle                           |
| Ferguson                |                               |                                                         |                                    |                                           | Oliver Walker                       |

## Accueil

### Critique
| Films                                            | Rotten Tomatoes     | Metacritic            | Allociné             |
| ------------------------------------------------ | ------------------- | --------------------- | -------------------- |
| Anaconda, le prédateur                           | 41% (54 critiques)  | 37/100 (20 critiques) | NC                   |
| Anacondas : À la poursuite de l'orchidée de sang | 26% (121 critiques) | 40/100 (28 critiques) | 2,5⁄5 (14 critiques) |

### Box-office
Seuls les deux premiers films sont sortis en salles.
| Films                                            | Année  | Recettes au box-office | Recettes au box-office | Recettes au box-office | Entrées France | Budget        | Réf.   |
| Films                                            | Année  | États-Unis / Canada    | Reste du monde         | Mondial                | Entrées France | Budget        | Réf.   |
| ------------------------------------------------ | ------ | ---------------------- | ---------------------- | ---------------------- | -------------- | ------------- | ------ |
| Anaconda, le prédateur                           | 1997   | 65 885 767 $           | 71 000 000 $           | 136 885 767 $          | 656 744        | 45 millions $ | ,      |
| Anacondas : À la poursuite de l'orchidée de sang | 2004   | 32 238 923 $           | 38 753 975 $           | 70 992 898 $           | 181 069        | 25 millions $ | ,      |
| Totaux                                           | Totaux | 98 124 690 $           | 109 753 975 $          | 207 878 669 $          | 837 813        | 70 millions $ | [ 11 ] |

## Produits dérivés et autres médias

### Novélisation
Anaconda: The Writer's Cut est un roman de Hans Bauer publié en 2014. Ce dernier a coécrit le scénario des deux premiers films.

### Jeux vidéo
Quake Anaconda Mod (1997)
Pour promouvoir le premier film, Sony publie un mod gratuit pour Quake Mission Pack No. 1: Scourge of Armagon qui rajoute de nouveaux serpents ennemis notamment un anaconda comme Boss,.
Anacondas Arcade Game (2004)
Anacondas Arcade Game est un jeu interactif en ligne produit par Sony Studios en sorti en 2004 pour promouvoir le deuxième film.
Anacondas 3D: Adventure Game (2004)
Anacondas 3D: Adventure Game est un jeu interactif en ligne produit par Sony Studios en 2004 pour promouvoir le deuxième film,.
Snakes on a Babe (2008)
Snakes on a Babe est un jeu interactif en ligne produit par Sony Studios en 2008 pour promouvoir le troisième film,.